# Paul Landers
Paul Landers (narozen jako Heiko Paul Hirsche, * 9. prosince 1964 Východní Berlín) je německý hudebník, nejznámější jako druhý kytarista industrialmetalové skupiny Rammstein. Byl také členem punk rockové skupiny Feeling B.

## Životopis

### Mládí
Paul Landers (vlastním jménem Heiko Paul Hirsche, později se nechal přejmenovat) se narodil v roce 1964 ve Východním Berlíně; jeho matka pocházela z Polska z města Ełk a otec z Velkého Chvojna v Československu (oba rodiče byli Němci). Oba jeho rodiče museli opustit Německo kvůli druhé světové válce a potkali se během studia právě v Halle v NDR. Paul Landers krátce žil také v Moskvě.

### Kariéra
Paul začínal hrát na klavír a později na klarinet, první kytaru si sám koupil až v šestnácti letech. V roce 1983 se jako osmnáctiletý stal členem německé punkové skupiny Feeling B, kterou založil zpěvák Aljoscha Rompe a bubeník Alexander Kriening. Po několika týdnech najali tehdy šestnáctiletého Christiana Lorenze, aby hrál na klávesy. Bubeníků se ve skupině vystřídalo mnoho, jeden z nich byl i Christoph Schneider, stejně jako Paul a Christian budoucí člen skupiny Rammstein. Landers hrál v mnoha dalších skupinách, například Die Magdalene Keibel Combo a Die Firma. Působil také jako producent.
Na konci 80. let se Paul na promítání východoněmeckého hudebního dokumentu „flüstern und SCHREIEN“ seznámil s Tillem Lindemannem a jeho přítelem, Richardem Kruspem. Později se stal kytaristou jejich kapely First Arsch. V roce 1992 vydali své jediné album Saddle up. Spolu s baskytaristou Oliverem Riedlem založili v roce 1993 Lindemann, Kruspe a Schneider skupinu s názvem Templeprayers a vyhráli hudební soutěž Metro beat, kterou tehdy pořádal berlínský senát. To jim umožnilo nahrát ve studiu čtyřskladbové demo. Ke čtyřčlenné kapele se brzy připojil Landers a Lorenz, čímž vznikla skupina s názvem Rammstein.

## Vybavení
Paul Landers používá kytary Van Halen Signature model od Music Man, Gibson Les Paul Studio a Gibson Les Paul Signature a zesilovač Fractal Axe-FX.